# District de Xiangfang
Le district de Xiangfang (香坊区 ; pinyin : Xiāngfáng Qū) est une subdivision administrative de la province du Heilongjiang en Chine. C'est l'un des districts de la ville sous-provinciale de Harbin. Il couvre la partie sud-est de la ville.